# Круг равных высот
Круг равных высот (светила) — геометрическое место точек на земной поверхности относительно которых данное светило в некий фиксированный момент времени располагается на одной и той же высоте над горизонтом.
Понятие круга равных высот нашло широкое применение в прикладных задачах авиационной и морской навигации в силу того, что он несёт в себе информацию о географическом расположении наблюдателя в момент измерения высоты светила. Для однозначного определения места наблюдателя на поверхности земли достаточно измерить высоты двух светил, рассчитать положения соответствующих им кругов равных высот и найти их пересечения (вычислением или графическим построением). Обычно таких точек две, при оптимальном выборе пары светил для наблюдения, — точки окажутся удалены друг от друга на достаточное расстояние так, что даже при наличии приблизительной информации о реальном районе нахождения наблюдателя есть возможность выбрать правильные координаты.